# Groupe d'experts des Nations unies pour les noms géographiques
Le Groupe d'experts des Nations unies pour les noms géographiques (GENUNG, en anglais United Nations Group of Experts on Geographical Names, UNGEGN) est un groupe d'experts internationaux dépendant de l'Organisation des Nations unies. Autorité suprême de la gouvernance mondiale de la toponymie, il est un « organe subsidiaire » du Conseil économique et social des Nations unies, et en constitue l'un des groupes d'experts officiels
Le GENUNG a pour but d'examiner les problèmes et les enjeux de l'utilisation des noms géographiques dans les communications aussi bien nationales qu'internationales, de traiter des problèmes de normalisation des noms géographiques mondiaux et de recommander des solutions pour la normalisation de leur usage linguistique et de leur emploi dans les documents géographiques et notamment cartographiques.

## Histoire
Le sujet de la normalisation des noms géographiques est abordé pour la première fois au niveau des Nations unies en 1948, lors de discussions au sein du Conseil économique et social, puis à nouveau, cinq ans plus tard, en 1953, lors de la quinzième session du Conseil. Ce sujet est abordé pour la première fois lors d'une Conférence internationale des Nations unies, en 1955, lors de la première Conférence cartographique régionale pour l'Asie et l'Extrême-Orient.
Le 23 avril 1959, le Conseil économique et social des Nations unies adopte une résolution chargeant le Secrétaire général des Nations unies de constituer un petit groupe de consultants chargé d'étudier les problèmes techniques de normalisation des noms géographiques et de faire un rapport sur l'intérêt d'organiser une conférence internationale des Nations unies sur cette thématique.

### La constitution d'un groupe permanent du Conseil économique et social: le GENUNG
Un groupe de six personnes se réunit pour la première fois, en 1960, à New York, sous la présidence de Meredith F. Burell. Les experts viennent des États-Unis (présidence), France (rapporteur), Royaume-Uni, Iran, Guatemala et Chine. Deux représentants de gouvernement (République arabe unie, République fédérale d'Allemagne) et un représentant d'une agence nationale (United States Board of Geographical Names) participent également en tant qu'observateurs. Ils identifient 22 problématiques concrètes liées à l'absence de standardisation des noms géographiques ou aux difficultés de mise en œuvre d'une normalisation nationale, et formulent 21 recommandations.
Sur la base des travaux du groupe, le Conseil économique et social autorise l'organisation de la toute première Conférence des Nations unies sur la normalisation des noms géographiques qui se tient à Genève, en septembre 1967, et dont la préparation est assurée par ce groupe d'experts. Cette conférence réunit 109 participants en provenance de 54 pays. À cette occasion, la première résolution votée par le groupe est d'appeler chaque État à se doter d'une autorité toponymique nationale visant à concrétiser des engagements en matière d'inventaire, de réglementation et de normalisation toponymique. Il faut attendre une résolution du Conseil économique et social de mai 1968 pour que ce groupe spécial de consultants devienne permanent et 1973 pour que le groupe prenne son nom définitif de Groupe d'experts des Nations unies pour les noms géographiques (GENUNG).
De 1967 à 2017, le GENUNG tient 30 sessions.

### En 2019, naissance d'un nouveau GENUNG, organe subsidiaire du Conseil économique et social
En novembre 2017, le Conseil économique et social, par sa résolution 2018/2 décide que la Conférence des Nations unies sur la normalisation des noms géographiques et le GENUNG cessent d’exister dans leur forme actuelle. Ils se fondent dans le Groupe d’experts des Nations unies pour les noms géographiques créé par cette même résolution en conservant leurs mandats respectifs ainsi que les résolutions adoptées par les Conférences antérieures, mais avec des méthodes de fonctionnement différentes. Ce groupe est un organe subsidiaire du Conseil économique et social. Le règlement intérieur de ce nouveau GENUNG en adopté en juillet 2018.
La première session de ce nouveau GENUNG se tient en avril 2019 réunissant 264 participants de 70 pays. Les sessions doivent se tenir tous les deux ans. Depuis 2019, il est présidé par M. Pierre Jaillard (France), également président de la Commission nationale de toponymie (CNT).

## Missions
Les trois missions centrales du GENUNG sont officiellement d'encourager la standardisation nationale et internationale des toponymes, de promouvoir à l'échelle internationale l'information relative aux toponymes normalisés et enfin d'encourager la romanisation de la toponymie.

### Une standardisation des noms géographiques
L'objectif visé par les Nations unies à travers ce groupe est d'établir des formes utilisables et cohérentes des noms géographiques dans le monde. Cet objectif se décline en deux échelons : un échelon national concernant l'utilisation officielle faite des toponymes à l'intérieur de chaque pays et un échelon international pour lequel l'uniformisation des noms géographiques est importante pour le commerce et les relations internationales.

#### Normalisation nationale
La normalisation nationale suppose que trois conditions soient remplies : une autorité toponymique nationale, un ensemble de règles et de critères normatifs et enfin le traitement d'un toponyme selon cet ensemble d'éléments normatifs.
En 1967, la première Conférence internationale prend une résolution appelant les États à se doter d'une autorité toponymique nationale, ayant pour rôle d'éliminer tout chevauchement entre services gouvernementaux sur le sujet. Vingt ans plus tard, en 1987, cette résolution n'est pas mise en œuvre de façon généralisée mais est toujours considérée comme une condition de base d'une normalisation nationale : la cinquième Conférence des Nations unies sur la normalisation des noms géographiques engage instamment les pays qui n’ont pas encore établi d’autorités nationales chargées des noms géographiques à le faire sans tarder. Si des autorités nationales uniques existent déjà dans de nombreux pays, la France, pourtant active dans les travaux du GENUNG avec des experts de la commission topographique de l'IGN, décide de créer en 1987 une commission nationale de toponymie qui deviendra l'autorité toponymique nationale reconnue par les Nations unies. Depuis 2006, la commission nationale de toponymie représente le Gouvernement français au GENUNG. 

#### Normalisation internationale
La normalisation internationale vise une uniformisation des formes orales ou écrites des noms géographiques. Elle se fonde sur les normes nationales établies par chaque pays ce qui explique l’importance accordée par le GENUNG à la normalisation nationale. Elle s’appuie également sur des conventions internationales qui fixent des équivalents dans les diverses langues et systèmes d’écriture.

### Une promotion internationale des toponymes normalisés
Le résultat ultime d’un programme de normalisation est une diffusion et une promotion des noms géographiques officiels.

## Fonctionnement

### Sessions

Carte de localisation des conférences du Groupe d'experts.

Jusqu'en 2017, la Conférence sur la normalisation des noms géographiques (United Nations Conference on the Standardization of Geographical Names) se réunissait tous les cinq ans, et l'ancien GENUNG tenait une session tous les deux ans et demi. Depuis 2019, le nouveau GENUNG se réunit tous les deux ans.

### Décisions et résolutions
Les décisions et résolutions adoptées par le Groupe d'experts formalisent un certain nombre de prises de position. Celles-ci concernent différents sujets : la coopération internationale visant à l'harmonisation et la normalisation des toponymes, les directives toponymiques adressées aux éditeurs de cartes, le soutien à la formation à la toponymie ou encore la romanisation.
Le GENUNG édicte aussi des positions qui concernent des problématiques internes aux États (normalisation linguistique dans des contextes plurilingues, commercialisation des toponymes, valorisation du patrimoine toponymique…).
Enfin, certaines décisions et résolutions consistent en la publication de listes officielles de toponymes (dont des exonymes) et de glossaires terminologiques.

### Organisation
Le GENUNG est organisé en divisions linguistiques et géographiques depuis 1972, permettant de conduire des travaux et réflexions par zones régionales. De plus, des groupes de travail thématiques sont mis en place en fonction des besoins.

#### Divisions linguistiques et géographiques

Pays fondateurs de la Division francophone, non représentés en 2019.
Pays fondateurs et actuellement représentés (2019) au sein de la Division francophone.
Pays non fondateurs et actuellement représentés (2019) au sein de la Division francophone.

Au départ, en 1972, le GENUNG était composé de quatorze divisions linguistiques et géographiques. En 2019, il en comprend 24, ayant chacune un bureau et une présidence. Chaque pays décide à quelles divisions il désire appartenir.
Alors que le français est l'une des six langues officielles de l'organisation des Nations unies, la division francophone du GENUNG est l'une des dernières divisions mises en place, en 1998. Auparavant, la France et le Québec participent aux travaux au sein de la division romano-hellénique aux côtés de la Grèce, de l'Espagne, de la Turquie ou encore de la Roumanie. 

« Son projet de création, initiative de la France et du Canada, a été soutenu par la Belgique, le Bénin, le Cameroun, la Côte d'Ivoire, le Laos, le Luxembourg, le Mali, Monaco, la Roumanie, la Suisse et a été adopté par la Septième Conférence des nations unies pour la normalisation des noms géographiques (New York, janvier 1998). »

La division francophone compte une cinquantaine de membres. Il importe que les gouvernements de la francophonie et des États francophiles désireux de voir leurs autorités toponymiques bénéficier des retombées des travaux de la division francophone mandatent ces dernières pour qu'elles prennent part aux travaux du GENUNG. 

#### Groupes de travail et coordinateurs thématiques
Le GENUNG comporte en outre dix groupes de travail et coordinateurs, constitués pour traiter des thèmes particuliers, incluant : noms de pays, exonymes, caractère patrimonial des noms géographiques, gestion informatique des données toponymiques, romanisation, et financement et cours de formation en toponymie.

## Publications
- UNGEGN Information Bulletin
- Les noms géographiques sont les clefs indispensables pour accéder à l'information à l'heure de la mondialisation et du numérique
- Manuel de normalisation nationale des noms géographiques
- Les termes pour la normalisation des noms géographiques
- UNGEGN Brochure
- Glossaire de la terminologie employée dans la normalisation des noms géographiques
- Technical reference manual for the standardization of geographical names, 2007